# میان‌دره (کردکوی)
میاندره، روستایی در دهستان سدن رستاق شرقی بخش مرکزی شهرستان کردکوی استان گلستان ایران است. در چهار جهت روستا دارای دره های عمیقی بوده و هم اکنون دره جنوبی قسمت اعظم آن پر شده است در شمال آن یک حمام قدیمی بوده که بنای آن از ساروج و خشت و دارای چهار تاقچه گنبدی شکل بوده و در داخل آن یک قسمتش رخت کن و در وسط آن یک حوضی قرار داشته و وقتی از حمام بیرون می آمدن پای خود را داخل آب سرد می شستند در داخل حمام دو حوض بزرگ (خزینه) وجود داشت که در یک حوض به صورت عموم در آن استحمام می کردند و در حوض دومی برای شستشوی کامل به آنجا که آبش تمیزتر بود می‌رفتند و معمولا آب آن گرم‌تر از حوض اول بود و کتیبه‌ای داشته که ساخت آن به دوره سلجوقی می‌رسید متاسفانه تمام آثار این حمام از بین رفته و سنگ کتیبه آن روی کوچه‌هایی که در زیر حمام جدید ساخته شده قرار دادند این روستا دارای ۴ برنجکوبی که انرژی کوبیدن آن بوسیله آب گرفته می‌شد و به آن نیز آبدنگ (اودنگ) می‌گفتند. هر وقت برای کوبیدن برنج به کارگاه برنج کوبی می رفتند به زبان محلی می گفتند بوریم اودنگ سر. و نیز دو آسیاب آبی که یکی از آنها مشترک با روستای کلامو بوده است (روستای کلامو مردمان شان اکثرا داری گاو (گالش) و گوسفند بودند و لباسشان از موی گوسفند و کلاه نیز از مو بوده (دارای کلاه مویی بودن) و به همین دلیل به آنها کلاه مویی می گفتند این روستا تا سال ۱۳۲۵ دایر بوده و از این سال بدلیل مهاجرت مردمش به روستاهای اطراف نظیر میاندره، دنگلان،کردخیل (این روستا هم از سال ۱۳۵۰ تخریب شد و مردمش هجرت کردند) زراع محله، ایلوار، بالاجاده و نیز در بعضی از خانه های روستایی که رضاشاه در دو طرف جاده اصلی تهران به گرگان و مشهد ساخته بود اسکان دادند روستای میاندره در اوایل انقلاب رشد و رونق خوبی پیدا کرد این روستا در دوران صفویه و زندیه هم دارای رشد خوبی بوده تا جایی که علمای بزرگی از قبیل میر سید شریف جرجانی که دارای کراماتی بوده از روستای پیشین کلاته یساقی به این روستا مهاجرت نمود و در دوره صفویه که اصفهان محل درس و بحث علمای بزرگ شد به آن شهر مهاجرت نمود و هم اکنون قبر این عالم بزرگ در اصفهان است و نیز میرزا مهدی خان استرابادی که از علما و اندیشمندان و تاریخ نویسان دوره افشاریه و مخصوصا نادرشاه افشار بوده در این روستا اقامت کرد و کتاب دره نادری و جهان گشای نادری از او می باشد و دیگر علمای دیگر نظیر آخوند بابا شیخ رضا جلالی(ساکن میاندره) و  نیز شیخ رضا تیمورتاش (تمرتاش) از بزرگان زمان صفویه بود از روستای قاسم آباد(این روستا در سال ۱۳۰۰ تخریب شد) در دو کیلومتر روستای میاندره قرار داشت به این روستا هجرت کردند بعضی از علما هم به دلیل نا امنی آخر دوره قاجاریه (قدرت گرفتن خان‌ها) و حمله ترکمن ها، به شهرهای بزرگ مثل تهران مهاجرت کردند از قبیل شیخ حسینعلی تمر تاش(تیمور تاش). مردم روستای میاندره اکثرا از قومیت طبری هستند و به زبان طبری سخن می‌گویند. لهجه مردم میاندره یکی از لهجه‌های دوازده‌گانه زبان طبری می‌باشد که در شرق این منطقه زبانی قرار دارد.
موقعیت و ویژگی های روستا:

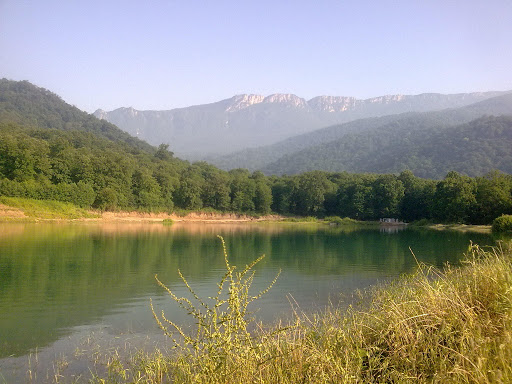
آب بندان روستای میاندره

این روستا در حاشیه جنگل و از جنوب به رشته کوههای البرز و از جنوب غربی به منطقه کوههای درازنو و جهان نما و از شمال به شهرستان بندر ترکمن و خلیج گرگان و از شرق به شهرستان گرگان و از غرب به شهرستان کردکوی متصل است.فاصله این روستا به مرکز استان گلستان (گرگان) ۱۷ کیلومتر و به شهرستان کردکوی ۱۰ کیلومتر می باشد. جنوب این روستا را ارتفاعات البرز شرقی تشکیل می دهد ، که حداکثر ارتفاع کوههای آن از سطح دریا به ۳۵۰۰متر می رسد. بخش شمالی روستا از زمین های جلگه ای هموار با شیب ملایم تشکیل شده است. با توجه به موقعیت جغرافیایی، ارتفاع و امتداد کوهها و نزدیکی به دریای خزر، آب و هوای معتدل مرطوب را برای این روستا به ارمغان آورده است و پوشش گیاهی این روستا نیز با توجه به ارتفاع زمین متنوع است. در کوهپایه‌ها، زمین های زراعتی توام با چمن زارها گسترش دارند و تا ارتفاع ۲۴۰۰ متری را جنگلهای انبوه پوشانده است. در ارتفاعات پایین درختان ممرز، انجیلی، توسکا، آزاد، لرگ و در ارتفاعات بالاتر درختان ارس، بلوط و سرو کوهی می رویند. در این روستا با توجه به شرایط آب و هوایی، بیشترین بارش در فصول پاییز و زمستان صورت می گیرد. بارش سالانه در حدود ۵۷۰ میلیمتر می باشد. کشاورزی و دامپروری از ارکان اصلی اقتصاد این روستا به شمار می رود. از محصولات مهم کشاورزی میاندره می توان به؛ پنبه، گندم، برنج و سویا اشاره کرد.

قدمت روستا:
این روستا قدمت چندصد ساله دارد،سکونت اولیه این روستا در منطقه سرزمینی کلامو (۵۰۰ متری جنگل) بوده ولی به علت عدم دسترسی به شهر و در خطر بودن حیوانات وحشی به محل دیگری که ۵۰۰ متر تا یک کیلو متر پایین تر از مکان قبلی بود، نقل مکان کرده و اسم آنرا به کردچمن که بالای یک تپه بوده نام نهادند و بر اساس گفته بزرگان که نزدیک به سی سال پیش از طریق صدای مرکز گرگان به این روستا آمده بودند در مصاحبه ای که با فردی به نام حاج ولی ا… بهرامی که حدود صد سال سن داشت درباره چگونگی به وجود آمدن میاندره و علت نام گذاری آن سوال کردند ایشان هم از زبان بزرگان خودشان بیان کردند که اسم این روستا کردچمن بود و در آن زمان به جهت ترس از راهزنان در ابتدا و انتها روستا دروازه های چوبی که به زبان محلی (کلند)نام داشت کار گذاشته بودند و دور تا دور روستا را کانالی (خندق) حفر نمودند که از ورود راهزنان و حتی حیوانات وحشی جلو گیری کنند. حتی افرادی را برای نگهبانی و جلوگیری از ورود راهزنان می گذاشتند.

شکل فضایی روستا:
این روستا ( کردچمن ) بر اثر بارندگی در سالهای متمادی و داشتن شیب ملایم این کانالها تبدیل به دره شده و به میاندره تغییر نام یافت. با توجه به ارتقای روستاهای استان و بهره مندی از بسیاری امکانات چهره روستا های استان گلستان تغییر پیدا کرده است و روستای میاندره نیز از این امر مستثنی نیست. در این روستا بسیاری از خانه های قدیمی جای خود را به خانه های چند طبقه داده است و چهره ای غریب با بافت قدیمی روستا پیدا کند، اما در این میان هنوز هم مکان ها و خانه ها یی از روستا هستند که چهره و بافت قدیمی خود را حفظ کردند.

طبیعت روستا:
در کنار جنگل و رشته‌کوه، رودخانه‌های زلالی وجود دارد که آب روستا را تامین می‌کند. اگر در فصل تابستان به میاندره سفر کنید میوه‌های جنگلی متنوعی خواهید دید. از یک سو گل‌های کوهی و خودرو با رنگ‌های بنفش و زرد و از سویی دیگر پرندگان کوچک مهاجری که با گرم شدن هوا به منطقه مهاجرت می‌کنند دیدنی خواهد بود. شغل اکثریت ساکنین این آبادی کشاورزی بوده و سبک زندگی شان سنتی است. این بهشت پنهان با داشتن جاذبه های گردشگری فراوانش به یکی از مناطق دیدنی و توریستی در استان گلستان بدل شده است.
روستاهای اطراف روستا:
در قسمت جنوبی روستای میاندره روستای چغر ساورک وجود دارد، روستای چغر ساورک کمتر از یک کیلومتر با میاندره فاصله دارد. این روستا امروزه به چقر معروف شده است.
در قمست غربی روستای میاندره روستای خراب مسجد وجود دارد، روستای خراب مسجد نیز کمتر از یک کیلومتر با میاندره فاصله دارد. این روستا امروزه به خرم آباد معروف شده است.
در قسمت شرقی روستای میاندره روستای نامن وجود دارد، روستای نامن حدود سه کیلومتر با میاندره فاصله دارد.
در قسمت شمالی روستای میاندره دو روستای مفید آباد و زراع محله وجود دارد، این دو روستا نیز حدود سه کیلومتر با میاندره فاصله دارند. قابل توجه است که روستای زراع محله نام های قدیمی بسیاری دارد از جمله زیرباد محله،زربات محله،زرباد محله، زراباد محله. 
در قسمت شمال غربی روستای میاندره روستای دنگلان قرار دارد، این روستا حدود سه کیلومتر با میاندره فاصله دارد. لازم به ذکر است که در قدیم در قسمت شمال غربی روستای میاندره منطقه ای به نام اودنگ سر (کارگاه‌هایی برای تبدیل شالی به برنج و گندم به آرد که به وسیله پره‌های چوبی با آب کار می‌کرد) وجود داشت و معروف است که نام دنگلان نیز از همین اودنگ ها گرفته شده است.

مکان های تاریخی روستا:
یورش میدان (یچمدان):
این منطقه که در قسمت شمال غربی روستا قرار دارد در قدیم به دلیل وجود قرار داشتن شهر تمیشه در ورودی مازندران، محل اسکان لشکریان اعراب و ترک ها و ... بوده است و همچنین نقل شده است که این منطقه بدلیل وجود جنگ های متعدد به منطقه ی یورش میدان معروف شده است. امروزه این محل در بین اهالی روستا به یچمدان معروف است
کردخیل (کاردخل):
کردخیل یا کاردخل در قدیم محل زمستان گذرانی کردها بوده است. کِرد «kerd» در زبان طبری به معنای گله‌دار می‌باشد که در لهجه مردم شرق استان مازندران و غرب استان گلستان به صورت کارد گویش می‌شود.  پژوهشگران کِردها، گالش‌ها «Galeš» و مختابادها را دسته ای از رعایای طبری‌تبار (مازندرانی) می‌دانند که دامدار بوده و در تابستان‌ها مجبور به ترک جلگه بوده‌اند. علی ذبیحی پژوهشگر مازندرانی تفاوت بین گالش و کِرد را این‌چنین بیان می‌کند: گالش «gâleš» امروزه در شمال به معنی فردی است که از رمه گاوان نگهداری می‌کند و با نگهبان گوسفندان که کِرد «kerd» یا «چوپان» نامیده می‌شود فرق دارد. مردم طبری به مناطقی که کِردها در آن ساکن بودند: کِردمله، کِردخیل، کِردکتی و … می‌گفتند. تا حدود ۳۰ تا ۴۰ سال پیش کردها به منطقه ای به نام کردخل در میاندره عزیمت می کردند و بعدها به دلیل یکجا نشینی در میاندره یا روستاهای دیگر و یا در کوه ها ساکن شدند امروزه محل کاردخل تبدیل به مجموعه ای از دامداری های افراد دامدار در روستا شده است و همچنین دارای یک مسجد تاریخی نیز می باشد. امروزه این منطقه همچنان نیز به نام کاردخل مشهور است.
شوریان:
روستای شوریان در ۵ کیلومتری شرق میاندره قرار داشت این روستا در اسناد به دست آمده در سال ۱۲۷۶ ه حدود ۲۳۸ نفر جمعیت و حدود ۴۰ خانوار در این روستا سکنا داشتند. این روستا در همان سالها آتش گرفت و اهالی آن به دو روستای نامن و میاندره رفتند.
کلامو:
یک منطقه تاریخی در جنوب روستای میاندره است؛ کلامو در قبل از تاسیس روستای کردچمن مکان فعلی روستا بوده است. در این منطقه بدلیل وجود آثار باستانی فراوان مورد تجاوز سودجویان گنج قرار می گیرد.
قاسم آباد:
یک روستای تاریخی در قسمت شمالی روستای میاندره قرار داشت اما بدلیل نا معلومی آن روستا ترک شد. و ساکنین آن به روستای میاندره و زراع محله و مفید آباد عزیمت کردند.
انگرم:
بدنبال تخریب روستای تاریخی انگرم مردم ساکن در آن روستا به میاندره و نامن مهاجرت نمودند. ساکنین اولیه انگرم بازمانده‌های طایفه گبری (زرتشتی) بیدرا بوده‌اند که به سبب مقابله با شخصی بنام محمدتقی خان هزارجریبی از نوادگان سردار رفیع یانسری که در صدد غصب رودخانه و مزارع آن‌ها بوده و درگیری منجر به سوزاندن این قریه شده است. این خان سعی داشت سدی عظیم در مسیر رودخانه انگرم بنا کند که دیواره و مخزن سد همچنان به صورت مخروبه موجود است. اهالی روستاهای انگرم و چغر ساورک به مخالفت پرداختند و پس از آبگیری سد اقدام به تخریب دیواره آن نمودند و سد ویران شد. در تلافی به دستور خان در سال ۱۲۵۰ قمری همه منازل این روستا سوزانده شد و مسببان تخریب سد به محلی بنام بیدرخیل در دل کوه‌ها متواری شدند.
اسپریت تپه:
اسپریت تپه میاندره مربوط به دوران پیش از تاریخ ایران باستان تا دوران‌های تاریخی پس از اسلام است و در شهرستان کردکوی، بخش مرکزی، روستای میاندره واقع شده و این اثر در تاریخ ۱۰ بهمن ۱۳۸۳ با شمارهٔ ثبت ۱۱۳۳۲ به‌عنوان یکی از آثار ملی ایران به ثبت رسیده است.
آیین علم گردانی در روستا:
آیین «علم گردانی» از جمله آیین‌های کهن عزاداری در ماه محرم است که هر سال در روز تاسوعا در روستای میاندره برگزار می شود. در این آیین، با توجه به احترام فراوان به سادات و برای سلامتی و برکت ، جوانان سلاله سیدالشهدا به عنوان علمدار با کلاه و یا شال سبز جلو دار و علم گردان می شوند و یک یا چند مداح  اشعاری را در قالب نوحه می‌خوانند و جمع زیادی از مردم، اعم از کوچک و بزرگ و پیر و جوان با سینه‌زنی و نوحه سرایی پشت سر علم حرکت کرده و «حسین، حسین، حسین...شهید کربلا حسین» تکرار می کنند. به گفته معتمدان و ریش سفیدان  این روستا، از دیر با حضور عزاداران و دسته علم گردانی در مقابل درب منزل مایه برکت و سلامتی خوانده می شد و خانواده‌ها با اسفند، شیر، شربت، خرما و کمک نقدی به اندازه توان مالی به استقبال علم گردان می رفتند. مردم عزادار استان گلستان به این آیین اعتقاد فراوان دارند و هرساله برخی نیز با برآورده شدن حاجات خود، هنگامی که علم و دسته عزاداران از مقابل خانه آنها عبور می کند، گوسفند و گاو ذبح می کنند و گوشت های نذری در بین عزاداران سیدالشهدا توزیع می شود. در این مراسم که هر ساله در روز تاسوعا از اذان صبح آغاز و تا اذان ظهر ادامه دارد، علم ها به منازل تک تک مردم روستا رفته و مورد استقبال قرار می گیرند. بر اساس این گزارش؛ پس از برگزاری مراسم علم گردانی و جمع‌آوری نذورات، اطعام عزاداران حسینی نیز آغاز می‌شود و مردم این روستا ظهر و شام مهمان ابا عبدالحسین (ع) هستند و معمولا مردم روستای در این ایام در خانه‌های خود غذا طبخ نمی‌کنند.

جاذبه های گردشگری اطراف روستا:
تپه تاریخی اسپرت تپه مربوط به دوران پیش از تاریخ ایران باستان تا دوران‌های تاریخی پس از اسلام است و در غرب روستا واقع شده است. و این اثر در تاریخ ۱۰ بهمن ۱۳۸۳ با شمارهٔ ثبت ۱۱۳۳۲ به‌عنوان یکی از آثار ملی ایران به ثبت رسیده است. خانه حاج نصرت ابراهیمی مربوط به دوره پهلوی است و در کردکوی، بخش مرکزی، دهستان سدن رستاق غربی، روستای میاندره، واقع شده و این اثر در تاریخ ۲۲ آبان ۱۳۸۶ با شمارهٔ ثبت ۲۰۰۴۳ به‌عنوان یکی از آثار ملی ایران به ثبت رسیده است. کوه معروف به بقله که در قسمت جنوب غربی روستا قرار دارد، آب بندان روستای میاندره، قبرستان تاریخی در کردخیل، منطقه گردشگری چاشت خوران، منطقه گردشگری توسکایی، انگرم دره، رودخانه میاندره که در رشته کوه البرز سرچشمه می گیرد و به قره سو می ریزد، منطقه گردشگری لاپه مازی، مجموعه دامداری های سنتی روستا در منطقه کردخل که دامداری های این منطقه قدمت تاریخی دارند. همچنین قنات روستای میاندره که یکی از سه قنات فعال شهرستان کردکوی است و در همین اواخر نیز مرمت گردیده است در منطقه چپ پیدار (سمت چپ جنگل روستا یا به عبارتی جنوب غربی روستا) قرار دارد. این قنات حدود 6 اینچ آب دارد و آب آن برای مزارع کشاورزی منطقه کلیم‌سرا استفاده می‌شود. 
قبرستان تاریخی روستا:
روستای میاندره را باید از جمله قراء قدیمی ایالت استراباد سابق دانست که به همراه دنگلان جزو تیول خان های بزرگ محسوب می شدند. قبرستان قدیمی و بقایای چند سنگ باقی مانده، حکایت از سابقه حداقل 600 ساله این روستا دارد. که هم اکنون در حدود 20 کیلومتری غرب گرگان در نزدیکی امامزاده روشن آباد و روستای دنگلان واقع گشته است. از منظر استاد تاریخی نیز در بعضی از اسناد نام میاندره را کردچمن ذکر نموده اند. در چند متن زیر که بخش هایی از این اسناد هستند، به این موارد اشاره شده اند. در وقفنامه ذیحجه 903 ه ق واقف آن سید شهاب الدين فضل الله قاضی استرابادی در زمان ذکر محدوده های جغرافیائی قرای روشن آباد، زینل آیاد و سیاه دارستان، در مورد روشن آباد می نویسد: «... کاریز مشهور جناب مرحوم امیر سید نظام الدين عبد الخالق أشرف که داخل قريه روشن آباد است و از آنجا منتهی می شود به کتکرچی وال مشهور و متصل به قریه کسوان که در تصرف عالی جناب مرحوم امیر سید نظام الدین است...غريبا بعضی متصل به قریه نامن که در تصرف سیادت ماب مرتضی زاده اعظم امیر سید عبد العزيز بن سید مرحوم میر سید عزیز بن امیر سيد عز الدين کردچمنی و بعضی متصل به قريه داده که در تصرف شركا از جمله ملت شهاب الدين ابن ملك محمد بن ملك شهاب الدين نوشیروانی است. در این متن از سید عبد العزیز کردچمنی نوه سيد عز الدين در سال 903 نام می برد، ولی خود سيد عز الدين يك قرن قبل از این تاریخ می زیسته است. با توجه به آنکه کردچمن نام قبلی میاندره (قبل از صفویان و در دوره تیموری) بوده، بنابراین بطور مستند با استناد به این متن کردچمن با میاندره حداقل 600 سال قدمت دارد. برای اثبات این مسئله هم که آیا میاندره قطعا همان کردچمن بوده به اسناد تاریخی دیگر در زیر استناد می کنیم. در وقفنامه مربوط به مدرسه صالحیه شهر استراباد که متعلق به تاريخ ذيحجه 1232 ه است، واقف يعنی حاجی محمد صالح استرابادی، مدرسه صالحيه خود تاسیس کرده را وقف بر طلاب کرده، سپس نیم دانگ از كل 6 دانگ قریه کردچمن و 11 باب دکان واقع در بازار کهنه و سه باب دکان واقع در بازار تو استراباد را وقف مدرسه نموده است. در مورد میان دره بطور صریح جنين ذكر کرده: «...و تمامی نیم دانگ از 6 دانگ قریه کردچمن مشهور به میان دره واقع در بلوك سدن رستاق از اعمال استراباد که از غایت شهرت مستغنی از توصیف است با جميع متعلقات از حسن آباد، کلامو و متضیمات آن از حقابه رودخانه و اراضی و آوشات و شیوارات و تلال و جبال و انارستان و توتستان را هم وقف نموده ام و...» اما در مصالحه تامه مورخ شعبان 1291 ه بطور صریح از خود میان دره نام برده شده است. در این سند: «محمد اسماعیل خان پسر محمد صالح خان کیاء کرد محله ای 6 سهم از 7 سهم از 2 سهم از 24 سهم از یکدانگ از 6 دانگ قریه میاندره و كلامو و حسن آباد را به مال المصالحه مبلغ 54 تومان وجه رایج فضی سلطانی به حاجی میرزا هاشم خان پسر آقا میرزا عبد الوهاب دیلمی استرابادی مصالحه نمود». ضرورت دارد که به وجود يك مكان ينام «اراضی خانقاهه» هم بین روستاهای میان دره، دنگلان و گرجی محله اشاره کرد که در اسناد تاریخی سال 1290 از آن نام برده شده است. خانقاه های در حاشیه روستای اتراجال در نزدیکی استراباد هم وجود داشته اما در این میان آنچه مورد نظر نگارنده می باشد، قبرستان قدیمی میاندره است که به فاصله يك کیلومتری جنوب شرقی ده قرار داشت و در طی 4 دهه اخیر بطور کلی نابود شد و اراضی آن به زیر کشت محصولات کشاورزی رفته است. «آبادکنندگان» این اراضی مقداری از سنگ های نفیس را به قعر دره حاشیه اراضی پرتاب و یا دفن نموده اند. به گفته راویان مسن این دهکده، قبرستان یادشده سنگ مزارهای بسیار قدیمی و 700 ساله فراوانی را در خود جای داده بود که از نظر شکوه و کار هنری به سنگ قبرهای امامزاده روشن آباد پهلوی می زده اند. متاسفانه جز چند قطعه سنگ مزار شکسته و فرسوده چیزی از این محوطه تاریخی باقی نماند، ولی همین چند سنگ هم این استدلال نگارنده را مبتنی بر تاریخی بودن این روستا مدلل می نماید. گورستان قدیمی میاندرہ -سنگ مزار ایستای خاکستری تیره. دارای نقوش و خطوط هندسی و بدون نام و نشان، فقط متن صلوات کبیر در حواشی آن حلق شده است. گورستان قدیمی میاندره - یکی از سنگ مزارهای ایستا(عمودی) مراقی، بسیار مجلل، پرنقش و نگار و دارای کنده کاری های زیبا که متاسفانه متلاهی شده است و از ته دره بدست آمده است. از نگاشته های حکاکی شده فقط بخش انتهایی آیه الکرسی و شهر (ماه)...ثمانمائه (800 ه-عصر تیموری) خوانده می شوند.
سوغاتی روستا:
از جمله سوغاتی های خوردنی روستا می توان به پشتزیک، مارمرده، جزحلوا(حلوا گردویی)، نون برنجی و ... اشاره کرد.

فرهنگ و حوادث تاریخی روستا:
داستان معروف عاشقانه عبدالله و حلیمه در منطقه میاندره رخ داده است. این داستان عاشقانه پس از واقعه عاشقی عبدالله و حلیمه که در اواخر دوره قاجار رخ داده است، معروف شد. لازم به ذکر است که قبر عبدالله و حلیمه در شتر گردنه رادکان واقع است.
همچنین در قضیه ای دیگر رضاخان پس از کودتای ۱۲۹۹ قوای بسیاری را برای سرکوب امیرمؤید به طبرستان اعزام کرد و در فاصله ماه‌های تیر و شهریور سال ۱۳۰۰ قوای فرستاده به رهبری امیرلشکر امیراحمدی سوادکوهی‌ها را درهم شکسته و امیرمؤید مجبور شد همراه پسرانش از جمله هژبر سلطان (هوجبر سلطون) از راه جهان نما بهمراه بسیاری از همراهانش در استرآباد و نزد رئیس ایل آتابای ترکمن پناه بگیرد. در این میان چون اهالی میاندره جلوی امیرموید و فرزندانش را نگرفته بودند تنبیه و مجازات شدند و عده‌ای را به فلک بستند.
ورزش روستا:
مسابقات بازی شوتبال که هر ساله در فصل شالیکاری در شالیزارهای روستا انجام می‌شود. اسم بازی شوتبال از دو کلمه شالیزار و فوتبال برداشته شده است. قوانین این بازی به مانند قوانین بازی فوتبال ساحلی است. این بازی هر ساله در آغاز فصل کاشت افراد زیادی را به پاس گرامیداشت زحمات کشاورزی دور هم گرد می‌آورد.

## جمعیت
بر پایه سرشماری عمومی نفوس و مسکن در سال ۱۳۹۵ جمعیت این مکان ۱٬۵۸۹ نفر (۵۱۹خانوار) بوده است.